# 佐瀬守男
佐瀬 守男（させ もりお、1962年10月16日 - ）は、日本の実業家で、たこ焼きチェーン・築地銀だこの創業者。現在、ホットランド代表取締役。群馬県桐生市出身。

## 経歴
- 実家は祖父の代から続く鉄工所で、幼少期は3時のおやつの焼きそばを職人と一緒に食べていた。これがホットランドの創業理念に繋がる[1]。
- 群馬県立桐生南高等学校卒業。
- 東京YMCA国際ホテル専門学校卒業。
- 1988年、桐生市でホットランドを創業。銀だこオープン以前にたこ焼きのほかに今川焼き、かき氷、ラーメン、アイスまんじゅうなどをメニューとして出す店をオープンしていたが、売り上げが落ちているにもかかわらずメニューを増やして従業員は削減するなど、佐瀬の経営能力の未熟さから閉店することになる。この反省から1997年にたこ焼き販売に特化した築地銀だこをオープンした[1]。
- 1997年、群馬県新田郡笠懸町（現・みどり市）にて、たこ焼店・築地銀だこをオープン[2]。
- 1999年、銀座に築地銀だこ本店をオープン。
- 2003年、鎌倉山あずき茶屋1号店をオープン。バンダイと提携して、卓上ゲーム「くるくるタコポン!」を発売。
- 2004年、香港に築地銀だこ香港1号店をオープンし、本格的に日本国外へ進出[2]。

やきとりのほっと屋・広島焼鉄人・田舎そばふるさとなどの店舗を展開している。
- 2011年、宮城県石巻市に、復興応援としてホット横丁石巻をオープン。東日本大震災の復興応援として本社を石巻に移す[2]。
- 2014年、コールド・ストーン・クリーマリーの日本での営業権獲得、完全子会社化。

## 主な受賞
- ニュービジネス大賞アントレプレナー大賞部門優秀賞
- 第2回Entrepreneur Of The Year Japanセミファイナリスト

## 出演
- web番組『HANDSHAKING』（第14回）
- テレビ東京『日経スペシャル カンブリア宮殿』学歴とは無縁、踏みつけられても決して負けない "雑草集団"の男たちは日本一のタコヤキ集団をつくり上げた！ その力は東北の被災地でも大活躍！スピード＆パワーの「雑草経営」を見よ！（2012年3月8日）[3]
- TBSテレビ 『がっちりマンデー!!』（2007年2月11日、2014年1月25日）
- BS-TBS『がっちりマンデー!!プレミアム』(2015年2月21日)
- TBSテレビ 『坂上&指原のつぶれない店』（2020年12月13日）